# Бунчиха (деревня)
Бунчи́ха — деревня в Троицком административном округе Москвы  (до 1 июля 2012 года в составе Подольского района Московской области). Входит в состав района Вороново.

## Население
Согласно Всероссийской переписи, в 2002 году в деревне проживало 35 человек (15 мужчин и 20 женщин). По данным на 2005 год в деревне проживало 24 человека.

## Расположение
Деревня Бунчиха расположена у Варшавского шоссе примерно в 75 км к юго-западу от центра Москвы. Ближайшие населённые пункты — деревни Васюнино и Клёновка.
В деревне находится братская могила советских воинов, погибших в битве за Москву.
До деревни ходят автобусы № 1004 от 5-го микрорайона Северного Бутово (идёт через метро «Бульвар Дмитрия Донского»), № 1003 от метро «Тёплый Стан» и № 1028 от станции Подольск Курского направления МЖД.